# (231470) Bedding
(231470) Bedding est un astéroïde de la ceinture principale.

## Description
(231470) Bedding est un astéroïde de la ceinture principale. Il fut découvert le 2 septembre 2007 à l'Observatoire de Siding Spring par Krisztián Sárneczky et László L. Kiss. Il présente une orbite caractérisée par un demi-grand axe de 2,94 UA, une excentricité de 0,07 et une inclinaison de 2,6° par rapport à l'écliptique.

## Compléments